# 서커스단에 나타난 검객 산지니
《서커스단에 나타난 검객 산지니》는 1992년에 제작된 3탄 완결편으로, 대한민국의 액션 영화이며 1탄(도시에 나타난 검객 산지니)부터 메가폰을 잡아 온 이한열 감독 대신  1989년에  성애영화를 가장 많이 만든 사람이었으나 비중있는 작품이 아니라는 평가를 받기도 한 사람이자 반달가면 5탄(환상의 용사 반달가면) 메가폰을 잡은 임정수 감독이 연출을 맡으면서 전작에 이어 음악감독으로 참여한 이철혁 전 영화음악작곡가협회장,   조정현 (검객 역), 이정희(산지니 어머니 역) 외의 배우-주요 스태프들이 대거 교체됐는데 검객 산지니 시리즈는 해당 시리즈 포함하여 포함하여  7탄까지 기획되었지만 엔딩의 부자연스러움 탓인지 3탄(서커스단에 나타난 검객 산지니)에서 막을 내려야 했다.

## 출연진
- 조정현
- 김동욱
- 김명덕
- 이정희
- 최윤정
- 이재영
- 김기주
- 박완규
- 이준태
- 곽유미
- 옥경자
- 안진수
- 박용팔
- 윤혜경
- 김승우

## 제작진
- 제작 : 김춘범
- 기획 : 최수연
- 각본 : 임승수
- 감독 : 임정수
- 촬영 : 신명의
- 조명 : 김석진
- 편집 : 현동춘
- 음악 : 이철혁
- 분장 : 안근호
- 무술 : 이재영
- 녹음 : 돌코녹음실
- 현상 : 세방현상소
- 조감독 : 윤혜경, 김경필

## 상영 정보
- 비디오출시 : 1992년 11월 20일 (VHS, 비유엠 영화 제작소)